# Leadbelly

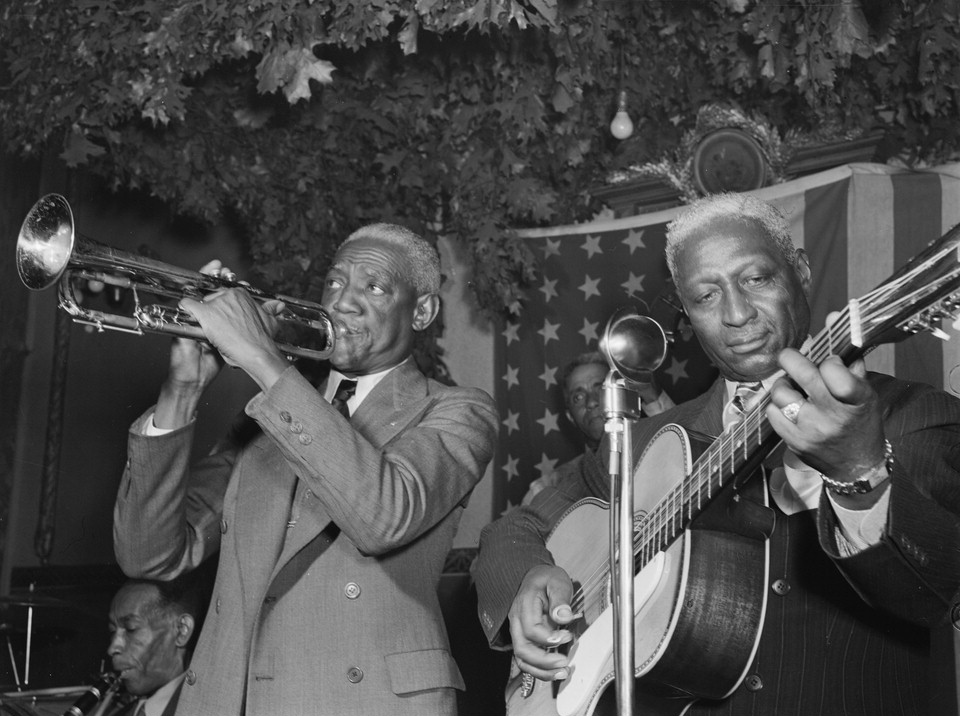
Leadbelly z jazzmanami Bunkiem Johnsonem i George’em Lewisem

Leadbelly lub Lead Belly, właśc. Hudson („Huddie”) William Ledbetter (ur. 20 stycznia 1888 w Mooringsport, Luizjana, zm. 6 grudnia 1949 w Nowym Jorku) – amerykański muzyk folkowy i bluesowy, znany z czystego i mocnego głosu, wirtuozerii gry na gitarze dwunastostrunowej i bogatego repertuaru standardów folkowych. W 1988 został wprowadzony do Rock and Roll Hall of Fame.
Chociaż najczęściej grywał na gitarze dwunastostrunowej, potrafił również grać na fortepianie, mandolinie, harmonijce ustnej, skrzypcach, harmonii i akordeonie. Pisał i śpiewał m.in. utwory gospel, utwory bluesowe o kobietach, alkoholu i rasizmie; utwory folkowe o kowbojach, więzieniu, pracy, marynarzach, pędzeniu bydła i tańcu. Pisał również utwory o osobach znanych z pierwszych stron gazet, takich jak Franklin Roosevelt, Adolf Hitler, Jean Harlow, Scottsboro Boys, czy Howard Hughes.
Bob Dylan stwierdził kiedyś, że Lead Belly był „Jednym z niewielu byłych więźniów, którzy nagrali album popularnych utworów dla dzieci.”
Jego utwory nagrali później m.in.: ABBA, The Animals, The Weavers, Creedence Clearwater Revival, The Rolling Stones, Van Morrison, Led Zeppelin, Rory Gallagher, The White Stripes, Ry Cooder, Lonnie Donegan, Grateful Dead, Johnny Cash, Gene Autry, The Beach Boys, Odetta, Billy Childish, Mungo Jerry, Paul King, Michelle Shocked, Tom Waits, Ron Sexsmith, British Sea Power, Rod Stewart, Ernest Tubb, Nick Cave and the Bad Seeds, The Fall, The Doors, Smog, Old Crow Medicine Show, Spiderbait, czy Raffi. Na płycie MTV Unplugged in New York usłyszeć można utwór Where Did You Sleep Last Night w wykonaniu zespołu Nirvana.
Jego postać była wymieniana w utworach artystów takich jak Pete Seeger, Bob Dylan, Van Morrison, Pearl Jam, Old Crow Medicine Show, The Dead Milkmen, Bubbi Morthens, Dulaney Banks, Stone Temple Pilots oraz Pablopavo i Ludziki.